# Карницкий, Валерий Иванович
Валерий Иванович Карницкий  (бел. Валерий Иванович Карницкий ; род. 20 августа 1991, Барановичи, Брестская область) — белорусский футболист, полузащитник.

## Карьера

### Начало карьеры
Начинал футбольную карьеру в клубе «Вигвам» во Второй Лиге. Затем в период с 2011 по 2013 года выступал в мини-футбольном клубе «Динамо-БНТУ» и также в чемпионате Минской области за «Неман-Агро». В 2014 году стал игроком «Барановичей». Вместе с клубом стал победителем Второй Лиги. Первый матч за клуб в Первой Лиге сыграл 13 июня 2015 года против «Орши». Первый гол в сезоне забил 5 июля 2015 года в матче против «Речицы-2014». По окончании сезона покинул клуб.

### «Динамо-Брест»
В феврале 2016 года отправился на просмотр в брестское «Динамо». Вскоре в марте 2016 года подписал контракт с клубом. Дебютировал за клуб 2 апреля 2016 года в матче против борисовского БАТЭ, выйдя в стартовом составе и отыграв на поле все 90 минут. Затем стал чаще оставался на скамейке запасных. В июне 2016 года снова стал получать игровую практику в основной команде. Так в матче 19 июня 2016 года против микашевичского «Гранита» отличился дебютным забитым голом.

#### Аренда в «Белшину»
В июле 2016 года отправился в аренду в бобруйскую «Белшину». Из-за полученной травмы пропустил первую часть сезона за клуб, вернувшись в стой клуба только в сентябре 2016 года. Дебютировал за клуб 17 сентября 2016 года в матче против «Ислочи». Закрепился в основной команде клубе, однако результативными действиями за клуб отличиться не смог. По сроку окончания арендного соглашения покинул клуб. Также затем покинул и брестский клуб.

### «Смолевичи»
В феврале 2017 года перешёл в «Смолевичи-СТИ». Первый матч за клуб сыграл 8 апреля 2017 года в против «Лиды». Первоначально проводил сезон как игрок замены. С конца июня 2017 года стал получать больше игровой практики, закрепляясь в основной команде. Вместе с клубом стал серебряным призёром Первой Лиги, чем помог ему выйти в высший дивизион. Однако по окончании аренды покинул клуб.
В феврале 2018 года проходил просмотр в мозырской «Славии». Однако до заключения с игроком контракта дело так и не дошло. В 2018 году выступал в столбцовском клубе «Неман-Агро» во Второй Лиге.

### «Арсенал» (Дзержинск)
В 2019 году стал игроком дзержинского «Арсенала». Вместе с клубом стал победителем «Второй Лиги». В декабре 2019 года переподписал контракт с клубом, срок которого составил 2 года. Первый матч за клуб в Первой Лиге сыграл 18 апреля 2020 года в матче против клуба «Ошмяны-БГУФК». Являлся основным игроком клуба. Первый гол в чемпионате забил лишь 5 мая 2021 года в матче против «Лиды». В июле 2021 года получил травму и покинул клуб. Вскоре завершил профессиональную карьеру футболиста и стал работать футбольным скаутом.

## Достижения
«Барановичи»
- Победитель Второй Лиги — 2014

 «Арсенал» (Дзержинск)
- Победитель Второй Лиги — 2019

## Семья
Старший брат Александр Карницкий также является профессиональным футболистом.